# Хронологія пілотованих космічних польотів
Хронологічний список польотів усіх космонавтів і астронавтів
Детальний список всіх орбітальних і суборбітальних пілотованих польотів.
В цю хронологію включені всі орбітальні космічні польоти.
- Хронологія пілотованих космічних польотів (1960-ті)
- Хронологія пілотованих космічних польотів (1970-ті)
- Хронологія пілотованих космічних польотів (1980-ті)
- Хронологія пілотованих космічних польотів (1990-ті)
- Хронологія пілотованих космічних польотів (2000-ті)
- Хронологія пілотованих космічних польотів (2010-ті)

## См. також
- Список космічних запусків
- Список космічних запусків Росії